# Großer Preis der Niederlande 1967
Der Große Preis der Niederlande 1967 (offiziell XV Grote Prijs van Nederland) fand am 4. Juni auf dem Circuit Zandvoort in Zandvoort statt und war das dritte Rennen der Automobil-Weltmeisterschaft 1967.

## Berichte

### Hintergrund

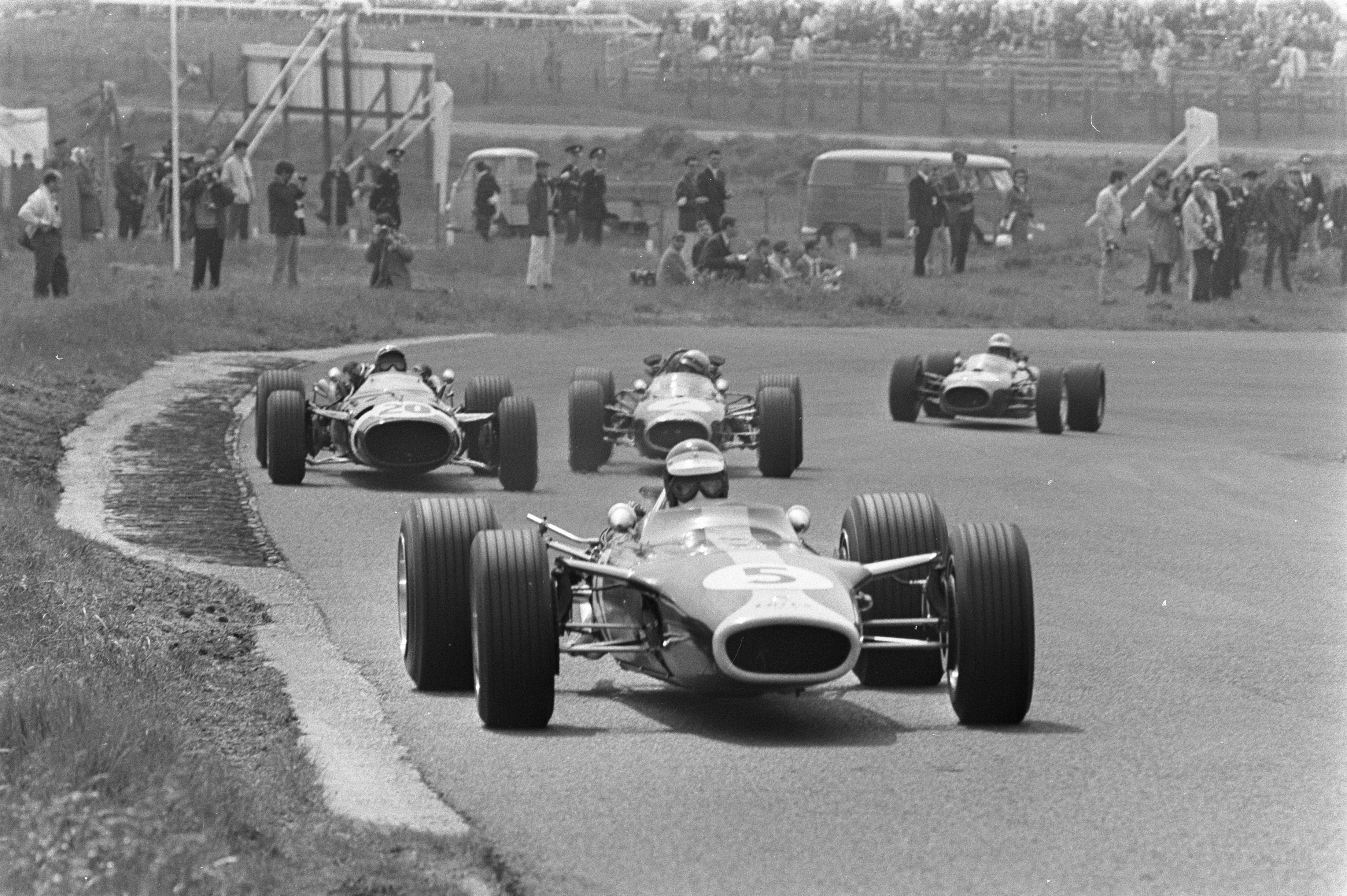
Jim Clark führt vor Joseph Siffert, Jack Brabham und Jackie Stewart

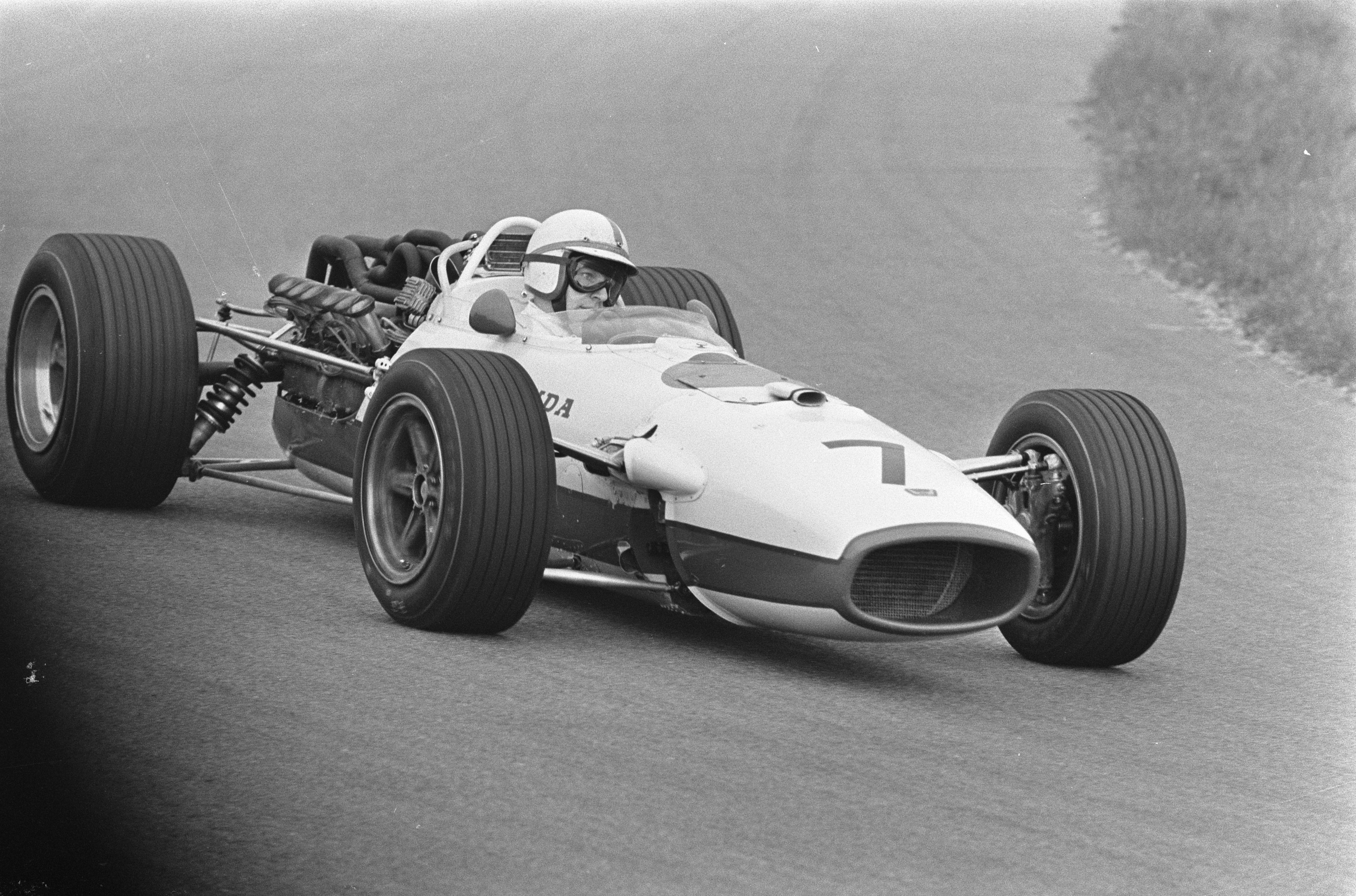
John Surtees im Honda RA273

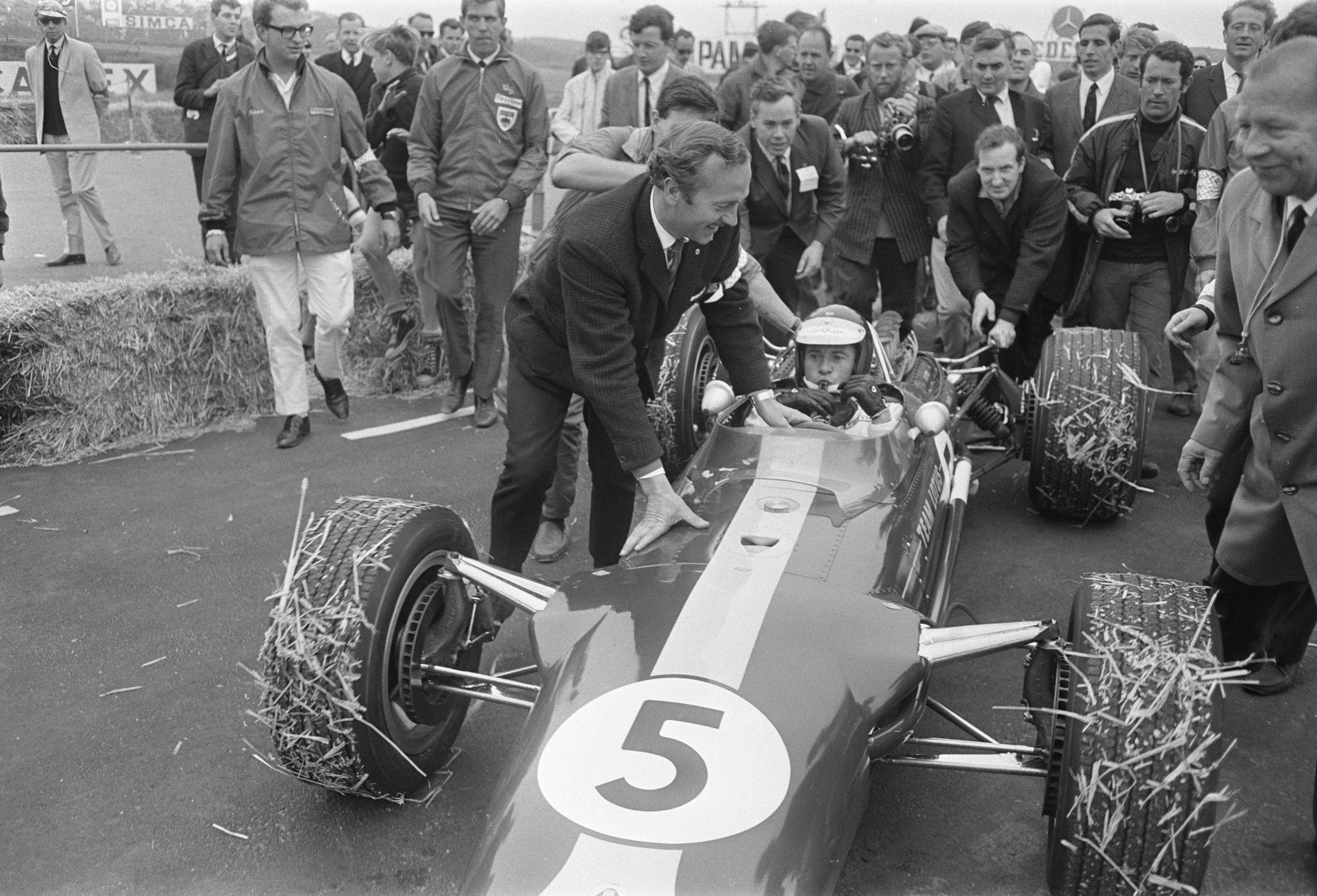
Colin Chapman und Jim Clark (im Lotus 49) nach der Zieldurchfahrt

Drei Wochen nach dem Tod von Lorenzo Bandini in Monaco trat die Formel 1 zum nächsten WM-Lauf in den Niederlanden an. Der von Ferrari als Bandinis Nachfolger verpflichtete Mike Parkes hatte in der Zwischenzeit ein nicht zur Weltmeisterschaft zählendes Formel-1-Rennen in Italien gewonnen. Sein Teamkollege Ludovico Scarfiotti hatte einen Doppelsieg komplettiert, der jedoch dadurch begünstigt wurde, dass die meisten der üblichen Konkurrenten nicht antraten, da sie zeitgleich am Indianapolis 500 teilnahmen. Dort hatte sich Dan Gurney für die erste Startreihe qualifiziert. Letztendlich war jedoch Denis Hulme der einzige der teilnehmenden Formel-1-Piloten, der in dem wegen Regens um drei Tage verschobenen Rennen das Ziel erreichte. Er wurde Vierter. Aufgrund der Verschiebung trafen die Fahrer erst relativ kurzfristig zum ersten freien Training in Zandvoort ein.
Seit langem mit Spannung erwartet, erfolgte an diesem Wochenende die Premiere des neuen Lotus 49 sowie des neuen Motors Ford Cosworth DFV 3.0 V8, während die anderen Werksteams Ferrari, B.R.M. und Eagle jeweils weiterhin modifizierte Vorjahresmodelle einsetzten.
Unter der Regie des Privatteams Reg Parnell Racing erfolgte an diesem Wochenende der letzte Grand-Prix-Einsatz des Lotus 25, mit dem Jim Clark die Weltmeisterschaft 1963 gewonnen hatte. Pilotiert wurde das Fahrzeug von Chris Irwin.
In der Fahrerwertung führte Hulme mit einem Punkt vor Pedro Rodríguez und mit fünf Punkte vor Graham Hill und John Love.

### Training
Der neue Lotus erwies sich auf Anhieb als konkurrenzfähig, was Hill durch das Erreichen der Pole-Position unter Beweis stellte. Er unterbot die schnellste Rundenzeit von Dan Gurney um eine halbe und die von Jack Brabham um eine volle Sekunde. Die zweite Startreihe wurde von den beiden Cooper-Werksfahrern Jochen Rindt und Rodríguez gebildet. Es folgten John Surtees, Denis Hulme und Jim Clark in der dritten Reihe.

### Rennen
Als das Rennen freigegeben wurde, stand einer der Offiziellen noch im Bereich der Startaufstellung. Dadurch wurde Hulme an einem guten Start gehindert. Hill übernahm die Führung vor Brabham und Gurney. Am Ende der ersten Runde hatte er bereits zwei Sekunden Vorsprung vor Brabham und dem nun drittplatzierten Rindt sowie Gurney auf Rang vier. Aufgrund eines Motorproblems und eines daraus resultierenden Boxenstopps fiel Gurney aus der Spitzengruppe heraus. Unterdessen überholte Clark den Ferrari von Chris Amon und geriet seinerseits unter Druck von Hulme.
Brabham übernahm in der elften Runde die Führung, nachdem Hills Lotus plötzlich langsamer geworden war und schließlich ausschied.
Clark kämpfte sich in der 15. Runde an Rindt vorbei auf den zweiten Rang und ging im folgenden Umlauf in Führung, die er bis ins Ziel nicht mehr abgab.
Clark gewann mit dem neuen Ford-motorisierten Lotus vor den favorisierten Brabham-Repco des Teamgründers und amtierenden Weltmeisters Brabham sowie dem in der Weltmeisterschaftswertung führenden Hulme.

## Meldeliste
| Team                        | Nr. | Fahrer              | Chassis      | Motor                    | Reifen |
| --------------------------- | --- | ------------------- | ------------ | ------------------------ | ------ |
| Brabham Racing Organisation | 01  | Jack Brabham        | Brabham BT19 | Repco 740 3.0 V8         | G      |
| Brabham Racing Organisation | 02  | Denis Hulme         | Brabham BT20 | Repco 740 3.0 V8         | G      |
| Scuderia Ferrari SpA SEFAC  | 03  | Chris Amon          | Ferrari 312  | Ferrari 242 3.0 V12      | F      |
| Scuderia Ferrari SpA SEFAC  | 22  | Ludovico Scarfiotti | Ferrari 312  | Ferrari 242 3.0 V12      | F      |
| Scuderia Ferrari SpA SEFAC  | 04  | Mike Parkes         | Ferrari 312  | Ferrari 218 3.0 V12      | F      |
| Team Lotus                  | 05  | Jim Clark           | Lotus 49     | Ford Cosworth DFV 3.0 V8 | F      |
| Team Lotus                  | 06  | Graham Hill         | Lotus 49     | Ford Cosworth DFV 3.0 V8 | F      |
| Honda Racing                | 07  | John Surtees        | Honda RA273  | Honda RA273E 3.0 V12     | F      |
| Owen Racing Organisation    | 09  | Jackie Stewart      | BRM P83      | BRM P75 3.0 H16          | G      |
| Owen Racing Organisation    | 10  | Mike Spence         | BRM P83      | BRM P75 3.0 H16          | G      |
| Cooper Car Company          | 12  | Jochen Rindt        | Cooper T81B  | Maserati 9/F1 3.0 V12    | F      |
| Cooper Car Company          | 14  | Pedro Rodríguez     | Cooper T81   | Maserati 9/F1 3.0 V12    | F      |
| Anglo American Racers       | 15  | Dan Gurney          | Eagle T1G    | Weslake 58 3.0 V12       | G      |
| Bruce McLaren Motor Racing  | 17  | Bruce McLaren       | McLaren M4B  | BRM P56 2.0 V8           | G      |
| Reg Parnell Racing          | 18  | Chris Irwin         | Lotus 25     | BRM P56 2.0 V8           | F      |
| Rob Walker Racing           | 20  | Joseph Siffert      | Cooper T81   | Maserati 9/F1 3.0 V12    | F      |
| DW Racing Enterprises       | 21  | Bob Anderson        | Brabham BT11 | Climax FPF 2.8 L4        | F      |

## Klassifikationen

### Startaufstellung
| Pos. | Fahrer              | Konstrukteur    | Zeit    | Ø-Geschwindigkeit | Start |
| ---- | ------------------- | --------------- | ------- | ----------------- | ----- |
| 01   | Graham Hill         | Lotus-Ford      | 1:24,6  | 178,085 km/h      | 01    |
| 02   | Dan Gurney          | Eagle-Weslake   | 1:25,1  | 177,039 km/h      | 02    |
| 03   | Jack Brabham        | Brabham-Repco   | 1:25,6  | 176,005 km/h      | 03    |
| 04   | Jochen Rindt        | Cooper-Maserati | 1:26,5  | 174,173 km/h      | 04    |
| 05   | Pedro Rodríguez     | Cooper-Maserati | 1:26,58 | 174,012 km/h      | 05    |
| 06   | John Surtees        | Honda           | 1:26,65 | 173,872 km/h      | 06    |
| 07   | Denis Hulme         | Brabham-Repco   | 1:26,65 | 173,872 km/h      | 07    |
| 08   | Jim Clark           | Lotus-Ford      | 1:26,8  | 173,571 km/h      | 08    |
| 09   | Chris Amon          | Ferrari         | 1:26,9  | 173,372 km/h      | 09    |
| 10   | Mike Parkes         | Ferrari         | 1:27,0  | 173,172 km/h      | 10    |
| 11   | Jackie Stewart      | B.R.M.          | 1:27,2  | 172,775 km/h      | 11    |
| 12   | Mike Spence         | B.R.M.          | 1:27,4  | 172,380 km/h      | 12    |
| 13   | Chris Irwin         | Lotus-B.R.M.    | 1:27,5  | 172,380 km/h      | 13    |
| 14   | Bruce McLaren       | McLaren-B.R.M.  | 1:27,7  | 171,790 km/h      | 14    |
| 15   | Ludovico Scarfiotti | Ferrari         | 1:27,9  | 171,399 km/h      | 15    |
| 16   | Joseph Siffert      | Cooper-Maserati | 1:28,8  | 169,662 km/h      | 16    |
| 17   | Bob Anderson        | Brabham-Climax  | 1:29,0  | 169,281 km/h      | 17    |

### Rennen
| Pos. | Fahrer              | Konstrukteur    | Runden | Stopps | Zeit        | Start | Schnellste Runde |
| ---- | ------------------- | --------------- | ------ | ------ | ----------- | ----- | ---------------- |
| 01   | Jim Clark           | Lotus-Ford      | 90     | 0      | 2:14:45,100 | 08    | 1:28,08          |
| 02   | Jack Brabham        | Brabham-Repco   | 90     | 0      | + 23,600    | 03    | 1:28,4           |
| 03   | Denis Hulme         | Brabham-Repco   | 90     | 0      | + 25,700    | 07    | 1:28,1           |
| 04   | Chris Amon          | Ferrari         | 90     | 0      | + 27,300    | 09    | 1:28,1           |
| 05   | Mike Parkes         | Ferrari         | 89     | 0      | + 1 Runde   | 10    | 1:29,4           |
| 06   | Ludovico Scarfiotti | Ferrari         | 89     | 0      | + 1 Runde   | 15    | 1:29,1           |
| 07   | Chris Irwin         | Lotus-B.R.M.    | 88     | 0      | + 2 Runden  | 13    | 1:29,7           |
| 08   | Mike Spence         | B.R.M.          | 87     | 0      | + 3 Runden  | 12    | 1:30,7           |
| 09   | Bob Anderson        | Brabham-Climax  | 86     | 0      | + 4 Runden  | 17    | 1:30,8           |
| 10   | Joseph Siffert      | Cooper-Maserati | 83     | 1      | + 7 Runden  | 16    | 1:31,4           |
| –    | John Surtees        | Honda           | 73     | 0      | DNF         | 06    | 1:29,4           |
| –    | Jackie Stewart      | B.R.M.          | 51     | 1      | DNF         | 11    | 1:29,6           |
| –    | Jochen Rindt        | Cooper-Maserati | 41     | 0      | DNF         | 04    | 1:28,1           |
| –    | Pedro Rodríguez     | Cooper-Maserati | 39     | 0      | DNF         | 05    | 1:29,5           |
| –    | Graham Hill         | Lotus-Ford      | 11     | 0      | DNF         | 01    | 1:28,4           |
| –    | Dan Gurney          | Eagle-Weslake   | 8      | 1      | DNF         | 02    | 1:28,4           |
| –    | Bruce McLaren       | McLaren-B.R.M.  | 1      | 0      | DNF         | 14    | 1:42,1           |

## WM-Stände nach dem Rennen
Die ersten sechs des Rennens bekamen 9, 6, 4, 3, 2, 1 Punkte. Die besten fünf Ergebnisse der ersten sechs und die besten vier der restlichen fünf Rennen zählten zur Meisterschaft. In der Konstrukteurswertung zählten dabei nur die Punkte des bestplatzierten Fahrers eines Teams.

### Fahrerwertung
| Pos. | Fahrer              | Konstrukteur    | Punkte |
| ---- | ------------------- | --------------- | ------ |
| 01   | Denis Hulme         | Brabham-Repco   | 16     |
| 02   | Pedro Rodríguez     | Cooper-Maserati | 11     |
| 03   | Jim Clark           | Lotus-B.R.M.    | 9      |
| 04   | Jack Brabham        | Brabham-Repco   | 7      |
| 05   | Chris Amon          | Ferrari         | 7      |
| 06   | Graham Hill         | Lotus-Ford      | 6      |
| 07   | John Love           | Cooper-Climax   | 6      |
| 08   | John Surtees        | Honda           | 4      |
| 09   | Bruce McLaren       | McLaren-B.R.M.  | 3      |
| 10   | Bob Anderson        | Brabham-Climax  | 2      |
| 11   | Mike Parkes         | Ferrari         | 2      |
| 12   | Mike Spence         | B.R.M.          | 1      |
| 13   | Ludovico Scarfiotti | Ferrari         | 1      |

| Pos. | Fahrer              | Konstrukteur    | Punkte |
| ---- | ------------------- | --------------- | ------ |
| 14   | Chris Irwin         | Lotus-B.R.M.    | 0      |
| 15   | Joseph Siffert      | Cooper-Maserati | 0      |
| –    | Lorenzo Bandini †   | Ferrari         | 0      |
| –    | Piers Courage       | Lotus-B.R.M.    | 0      |
| –    | Jackie Stewart      | B.R.M.          | 0      |
| –    | Jochen Rindt        | Cooper-Maserati | 0      |
| –    | Dan Gurney          | Eagle-Climax    | 0      |
| –    | Dave Charlton       | Brabham-Climax  | 0      |
| –    | Luki Botha          | Brabham-Climax  | 0      |
| –    | Sam Tingle          | LDS-Climax      | 0      |
| –    | Joakim Bonnier      | Cooper-Maserati | 0      |
| –    | Johnny Servoz-Gavin | Matra-Ford      | 0      |

### Konstrukteurswertung
| Pos. | Konstrukteur    | Punkte |
| ---- | --------------- | ------ |
| 01   | Brabham-Repco   | 18     |
| 02   | Cooper-Maserati | 11     |
| 03   | Lotus-Ford      | 9      |
| 04   | Ferrari         | 7      |
| 05   | Cooper-Climax   | 6      |
| 06   | Lotus-B.R.M.    | 6      |
| 07   | Honda           | 4      |

| Pos. | Konstrukteur   | Punkte |
| ---- | -------------- | ------ |
| 08   | McLaren-B.R.M. | 3      |
| 09   | Brabham-Climax | 2      |
| 10   | B.R.M.         | 1      |
| –    | Lotus-Climax   | 0      |
| –    | LDS-Climax     | 0      |
| –    | Eagle-Climax   | 0      |
| –    | Matra-Ford     | 0      |